# Josef Erhard (Politiker)

Josef Erhard (vor 1893)

Josef Erhard (* 19. Januar 1847 in Tödtenried, Bezirksamt Aichach; † 1. Oktober 1907 in München) war ein bayerischer Gast- und Landwirt und Abgeordneter.

## Leben
Erhard war Gastwirt in Klingen. Als Kandidat des Zentrums zog er bei der Landtagswahl im Juli 1887 als Vertreter des Wahlkreises Aichach in die Kammer der Abgeordneten des Bayerischen Landtags ein, der er bis zu seinem Tod im Oktober 1907 angehörte.